# Condrosarcoma
Il condrosarcoma è un raro tumore maligno dell'osso che origina dal tessuto cartilagineo. Il sintomo più comune dell'affezione è rappresentato dal dolore. I condrosarcomi primari insorgono da un piccolo gruppo di cellule cartilaginee; i secondari si sviluppano lentamente da un precedente tumore benigno della cartilagine. Il tumore può in taluni casi metastatizzare ai polmoni. Una forma estremamente rara di condrosarcoma può emergere come tumore primario in tessuti molli, senza coinvolgimento dell'osso.

Le persone di mezz'età e gli anziani rappresentano la popolazione più frequentemente colpita. La neoplasia è due volte più comune nei maschi rispetto alle femmine. Il trattamento annovera la rimozione chirurgica del tumore.

## Storia
Venne identificata come entità distinta dalla commissione del registro dei sarcoma ossei dell'American College of Surgeons poco dopo il 1930.

## Sintomatologia
Le manifestazioni cliniche si manifestano lentamente, fra essi si mostrano per lo più dolore e tumefazione.

## Esami diagnostici e terapie
Per i fini diagnostici la radiografia risulta indispensabile, nel vederla la lesione provocata dal condrosarcoma può sembrare lobulare con un qualche tipo di calcificazione che può essere puntata, anulare o screziata.
I condrosarcomi nelle radiografie appaiono molto simili a tumori benigni delle cartilagini, ma alcuni segni come la crescita progressiva del tumore e la presenza di flogosi fanno comprendere che l'individuo coinvolto sia di fronte a un tumore maligno.
Resistendo all'uso della chemioterapia, l'unica azione da intraprendere resta la chirurgia.

## Prognosi
La prognosi dipende dalla velocità di diagnosi della corretta forma di neoplasia, per le forme meno aggressive circa il 90% delle persone sopravvive più di 5 anni dall'avvenuta diagnosi, per le più aggressive, invece, solo un quarto. In media la guarigione avviene quindi complessivamente nel 30-40% dei casi.